# صنعت خودروسازی چین

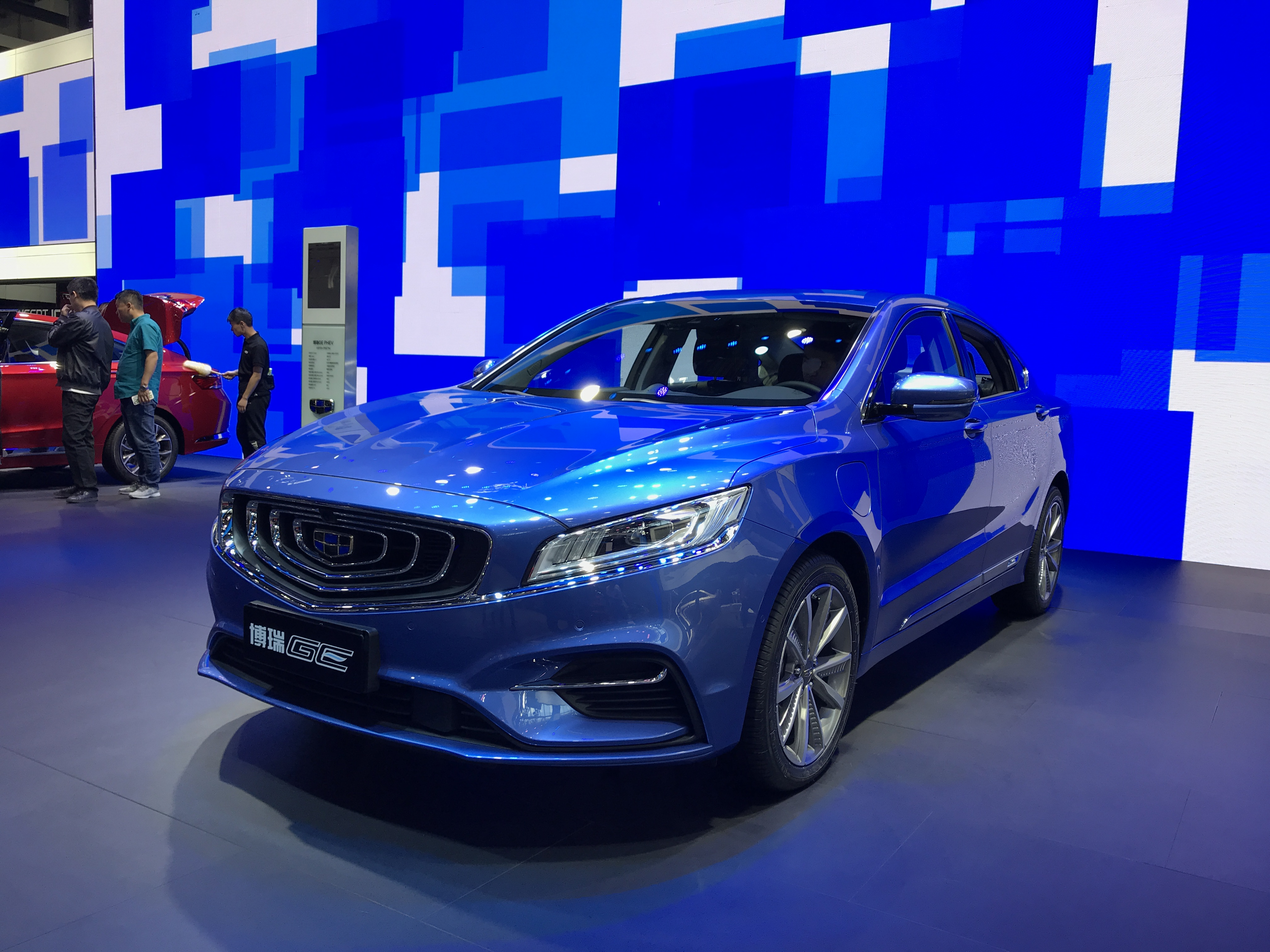
جیلی بوروی عنوان «خودروی سال» چین را در سال ۲۰۱۶ کسب کرد.

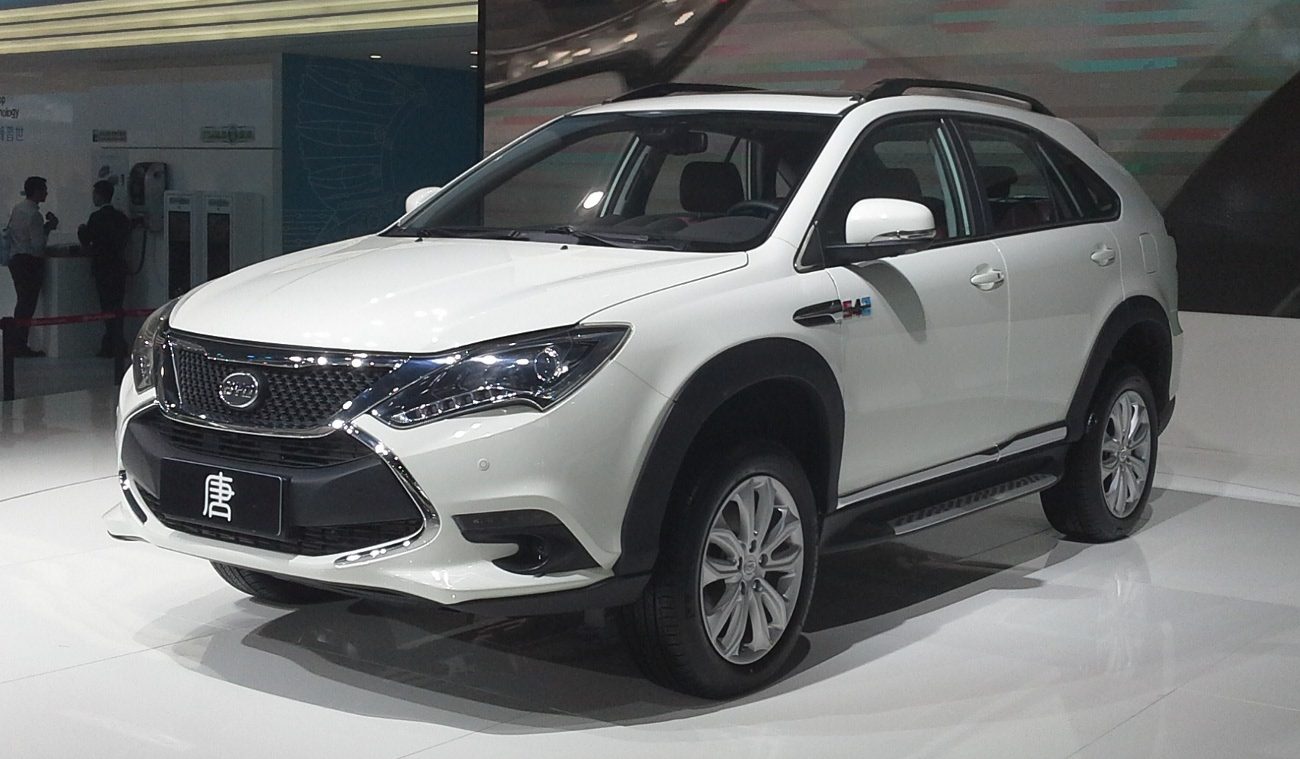
بی‌وای‌دی تانگ در سال ۲۰۱۶ عنوان پرفروش‌ترین خودروی سواری اتصال برقی در چین را کسب کرد.

صنعت خودروسازی در چین از سال ۲۰۰۸ بزرگ‌ترین صنعت جهان بر پایه شمار خودروی تولیدشده بوده‌است. از سال ۲۰۰۹ تولید سالانهٔ خودرو در چین از میزان تولید خودرو در اتحادیهٔ اروپا، یا از مجموع تولید ایالات متحده آمریکا و ژاپن پیشی گرفت.
چهار شرکت اصلی تولیدکنندهٔ خودروی چین که بنابر رسم با نام «چهار بزرگ» شناخته می‌شوند، سایک موتور، دانگ‌فنگ، فاو و چانگان هستند. دیگر خودروسازان چینی شامل جیلی، گروه خودروسازی پکن، برلیانس اتومتیو، گروه خودروسازی گوانگ‌ژو، گریت وال، بی‌وای‌دی، چری و جیان‌گوای جی‌ای‌سی می‌شوند. علاوه بر این چندین تولیدکنندهٔ چندملیتی نیز با تولیدکنندگان بومی چین مشارکت می‌کنند.
در حالی که بیشتر خودروهای تولید شده در چین در بازار داخلی این کشور به فروش می‌رسند، اما صادرات این کشور در سال ۲۰۱۱ به ۸۱۴٬۳۰۰ دستگاه رسید.
اصالت صنعت خودروسازی چین به‌طور عمده به شوروی بازمی‌گردد (کارخانه‌ها و طراحی‌های ثبت‌شدهٔ خودروها در دههٔ ۱۹۵۰ با کمک اتحاد جماهیر شوروی بنیانگذاری شدند) و در ۳۰ سال نخست تشکیل جمهوری، دارای ظرفیت کمی بود که از ۱۰۰ تا ۲۰۰ هزار دستگاه در سال تجاوز نمی‌کرد. از اوایل دههٔ ۱۹۹۰ این صنعت به‌سرعت توسعه یافت. نخست تولید سالانهٔ خودرو در چین در سال ۱۹۹۲ از مرز یک میلیون دستگاه گذشت. تا سال ۲۰۰۰ کشور چین بیش از دو میلیون خودرو در سال تولید می‌کرد. پس از ورود چین به سازمان تجارت جهانی در سال ۲۰۰۱، توسعهٔ بازار خودرو شتاب بیشتری گرفت. میان سال‌های ۲۰۰۲ تا ۲۰۰۷ بازار ملی خودروی چین به‌طور میانگین به میزان ۲۱ درصد، یا به عبارت دیگر معادل یک میلیون دستگاه در هر سال رشد کرد. در سال ۲۰۰۹ کشور چین در مجموع ۱۳٫۷۹ میلیون دستگاه خودرو تولید کرد که ۸ میلیون از آن‌ها خودروی سواری بوده و ۳٫۴۱ میلیون آن‌ها وسایل نقلیه تجاری بودند؛ صنعت خودروسازی چین با این حجم تولید از ایالات متحده آمریکا پیشی گرفت و به بزرگ‌ترین تولیدکنندهٔ خودرو در جهان بر پایهٔ حجم تولید بدل شد. در سال ۲۰۱۰ هم فروش و هم تولید خودروی این کشور به ۱۸ میلیون دستگاه رسید که ۱۳٫۷۶ دستگاه از آن‌ها خودروی سواری بودند؛ این شمار، چه در زمینهٔ تولید و چه در زمینهٔ فروش بیشترین رقم ثبت شده توسط یک کشور در تاریخ صنعت خودروسازی بود. در سال ۲۰۱۴ مجموع تولید خودرو در چین به رقم ۲۳٫۷۲ میلیون دستگاه رسید که معادل ۲۶٪ از کل حجم تولید خودرو در جهان بود.
شمار خودروها، اتوبوس‌ها، ون‌ها و کامیون‌های پلاک‌شده‌ای که در سطح جاده‌های چین تردد می‌کردند در سال ۲۰۰۹ به ۶۲ میلیون دستگاه رسید. شرکت مشاورهٔ مک‌کینزی و شرکا تخمین می‌زند که بازار خودروی چین بین سال ۲۰۰۵ تا ۲۰۳۰ به میزان ده برابر رشد خواهد کرد. شمار خودروهای ثبت‌شده در چین در مارس ۲۰۱۷ به رقم ۳۰۰٫۳ میلیون دستگاه رسید.
گروه صنعتی اصلی برای صنعت خودروسازی چین با نام «انجمن تولیدکنندگان خودروی چین» (中国汽车工业协会) شناخته می‌شود.

## تولیدکنندگان، نشان‌های تجاری و خودروهای بومی
کشور چین دارای چهار تولیدکنندهٔ خودروی بومی است که طبق رسوم با نام «چهار بزرگ» شناخته می‌شوند: شانگهای جنرال موتورز (تحت مشارکت با جنرال موتورز)، دانگ‌فنگ، فاو و چانگان شرکت بایک بارها جایگاه چانگان به‌عنوان چهارمین خودروسازی بزرگ چین را به چالش کشیده‌است. گوانگ‌ژو اتومتیو نیز از جمله شرکت‌های تحت مالکیت دولت است.
شرکت صنعت خودروسازی شانگهای (به چینی: 上海汽车集团股份有限公司) که با نام سایک (上汽) یا سایک-جی‌ام (上汽通用) نیز شناخته می‌شود، یک شرکت تولیدکنندهٔ خودروی چینی تحت مالکیت دولت است که مقر اصلی آن در شانگهای واقع شده و به‌صورت سرمایه‌گذاری مشترک با شرکت دولتی آمریکایی جنرال موتورز فعالیت می‌کند. حجم تولید این شرکت به میزان بیش از ۶٫۹ میلیون دستگاه خودرو در سال ۲۰۱۷ از هر خودروساز چینی دیگری بیشتر بود.
سایک خودروهای خود را تحت نشان‌های تجاری متنوعی به فروش می‌رساند. نام‌های تجاری که تحت انحصار سایک هستند عبارتند از مکسوس، ام‌جی، رووی و یوجین. محصولاتی که توسط شرکت‌های سرمایه‌گذاری مشترک سایک تولید می‌شوند، با مارک‌هایی شامل بااوجون، بیوک، شورلت، ایوکو، اشکودا، فولکس‌واگن و وولینگ به‌فروش می‌رسند.
شرکت دانگ‌فنگ موتور (به چینی: 东风汽车公司) که در زبان چینی به‌صورت مخفف 东风 نوشته می‌شود، یک شرکت تولیدکنندهٔ خودروی چینی تحت مالکیت دولت است که مقر اصلی آن در ووهان قرار دارد. این شرکت با تولید بیش از ۴٫۱ میلیون دستگاه خودرو در سال ۲۰۱۷، دومین خودروساز بزرگ چین در آن سال از نظر حجم تولید بوده‌است. نشان‌های تجاری متعلق به این شرکت عبارتند از دانگ‌فنگ، ونوشا و آئولوس. شرکت‌های سرمایه‌گذاری مشترک آن نیز عبارتند از کامینز، دانا، هوندا، نیسان، اینفینیتی، پی‌اس‌ای پژو سیتروئن، رنو، کیا و یولانگ.
شرکت سهامی گروه فاو (به چینی: 第一汽车集团) که در زبان چینی به‌صورت مخفف 一汽 نوشته می‌شود، یک شرکت تولیدکنندهٔ خودروی چینی تحت مالکیت دولت است که مقر اصلی آن در چانگچون قرار دارد. در سال ۲۰۱۷ این شرکت با تولید ۳٫۳ میلیون خودرو به‌عنوان سومین خودروساز بزرگ چین از نظر حجم تولید شناخته شد. فاو علاوه بر فروش خودروهای خود با نام تجاری فاو، آن‌ها را تحت نشان‌های تجاری متفاوت دیگری از جمله بسترن/بنتنگ، داریو، هایما، هونگ‌چی، هوالی، جیه فنگ، جیلین، اولِی، جیه فنگ و یوان ژنگ، و تیانجین ژیالی نیز به‌فروش می‌رساند. سرمایه‌گذاری‌های مشترک فاو نیز خودروهای آئودی، جنرال موتورز، مزدا، تویوتا و فولکس‌واگن را به‌فروش می‌رسانند.
گروه چانگان اتومبیل (به چینی: 重庆长安汽车股份有限公司) که در زبان چینی به‌صورت مخفف 长安 نوشته می‌شود، یک شرکت تولیدکنندهٔ خودروی چینی است که مقر اصلی آن در چونگ‌کینگ قرار داشته و یک شرکت تحت مالکیت دولت است. این شرکت با تولید ۲٫۸ میلیون خودرو در سال ۲۰۱۷، به‌عنوان چهارمین خودروساز بزرگ چین از نظر حجم تولید رده‌بندی شد. خودروهایی که طراحی، توسعه، تولید و فروش آن‌ها توسط شرکت چانگان صورت می‌گیرد تحت نام تجاری چانگان، و خودروهای تجاری این شرکت نیز تحت نام تجاری چانا به‌فروش می‌رسند. شرکت‌ّای خارجی سرمایه‌گذاری مشترک این شرکت نیز شامل سوزوکی، فورد، مزدا و پی‌اس‌ای پژو سیتروئن می‌شوند.
گروه بایک (به چینی: 北汽集团) که در زبان چینی به‌صورت مخفف 北汽 نوشته می‌شود، یک شرکت اقتصادی و هلدینگ چینی تحت مالکیت دولت، متشکل از چندین شرکت تولیدکنندهٔ خودرو و ماشین است که در پکن واقع شده‌است. شرکت بایک در سال ۲۰۱۴ با تولید ۲٫۵ میلیون دستگاه خودرو در جایگاه پنجمین خودروساز بزرگ چین در زمینهٔ تولید خودرو قرار گرفت. شرکت‌های تابعهٔ اصلی این شرکت شامل بایک موتور، شرکت تولیدکنندهٔ خودروهای سواری، باو، سازندهٔ خودروهای شاسی‌بلند و نظامی، و فوتون موتور، سازندهٔ کامیون، اتوبوس و تجهیزات کشاورزی می‌شود. سازمان مادر شرکت بایک، هیئت مدیریت و نظارت بر منابع (SASAC)، تحت مالکیت شهرداری پکن است. این شرکت دارای سرمایه‌گذاری مشترک با هیوندای و مرسدس-بنز است.
سایر تولیدکنندگان خودروی قابل اشارهٔ چین عبارتند از:
بی‌وای‌دی یک شرکت خودروسازی که توسط شرکت بی‌وای‌دی که در سطح جهان بخاطر باتری‌ها و اتوبوس‌های برقی‌اش شناخته شده‌است، بنیانگذاری شده‌است. این خودروسازی همچنین در سال ۲۰۱۷ به عنوان هفتمین نشان تجاری پرفروش چین شناخته شده‌است.
گاک (گروه خودروسازی گوانگ‌ژو) یک شرکت تولیدکنندهٔ خودروی چینی تحت مالکیت دولت است که مقر اصلی آن در گوانگ‌ژو قرار دارد. این شرکت با تولید بیش ار ۲ میلیون خودروی در سال ۲۰۱۷، ششمین خودروساز بزرگ چین در آن سال بوده‌است. گاک خودروهای سواری خود را تحت نشان تجاری ترامپ‌چی به فروش می‌رساند. این شرکت در چین بیشتر بخاطر سرمایه‌گذاری مشترکش با فیات، هوندا، ایسوزو، میتسوبیشی و تویوتا شناخته شده‌است.
جیلی بزرگ‌ترین شرکت تولیدکنندهٔ خودرو با مالکیت خصوصی، و هفتمین خودروساز بزرگ در تمام دوران در چین است. نشان تجاری جیلی اتو که نشان تجاری پرچمدار شرکت جیلی است، در سال ۲۰۱۷ به‌عنوان برترین برند خودروی چین شناخته شد. جیلی که در حال حضر یکی از گروه‌های خودروسازی با سریع‌ترین رشد در سطح جهان است، برای مالکیتش بر شرکت خودروسازی لوکس سوئدی، ولوو در چین شناخته شده‌است. نشان‌های تجاری خودروهای سواری این گروه شامل جیلی اتو، ولوو کارز و لینک اند کو هستند.
گریت وال هشتمین خودروساز بزرگ چین در سال ۲۰۱۷، و بزرگ‌ترین تولیدکنندهٔ خودروهای شاسی‌بلند است. گریت وال خودروهای خود را تحت نام‌های تجاری هاوال و وِی به فروش می‌رساند.
برلیانس اتو یک شرکت تولیدکنندهٔ خودروی چینی تحت مالکیت دولت است که در شن‌یانگ واقع شده‌است. این شرکت در سال ۲۰۱۷ نهمین خودروساز بزرگ چین بوده‌است. برلیانس اتو دارای سرمایه‌گذاری مشترک خارجی با ب‌ام‌و و علاوه بر این خودروهای سواری را تحت نام تجاری خودش برلیانس به فروش می‌رساند.
چری یک شرکت تولیدکنندهٔ خودروی دولتی چینی است که مقر اصلی آن در آن‌هوئی واقع شده‌است. این شرکت در سال ۲۰۱۷ دهمین خودروساز بزرگ چین بوده‌است. این شرکت دارای یک سرمایه‌گذاری مشترک خارجی با شرکت‌های جگوار و لندرور جهت تولید خودروهایی با نشان‌های تجاری جگوار و لندرور در چین است. چری علاوه بر این خودروهایی را با نشان‌های تجاری چری و کوروس به فروش می‌رساند.

### تولیدکنندگان خارجی با سرمایه‌گذاری مشترک
شرکت‌هایی از کشورهای دیگر که به‌صورت مشارکتی در چین در امر تولید فعالیت می‌کنند، شامل لوکسژن، دایملر-بنز و جنرال موتورز می‌شوند. در این میان جنرال موتورز در چین خودروهای متعددی را در چهار کارخانه تولید می‌کند که مهم‌ترین آن‌ها خودروهای بیوک هستند؛ اگرچه برخی مدل‌های شورلت و کادیلاک نیز با سرمایه‌گذاری مشترک ۵۰/۵۰ با سایک موتور، که سابقاً با نام شرکت شانگهای جنرال موتورز شناخته می‌شد، به تولید می‌رسند. در نوامبر ۲۰۱۸ این شرکت مدل‌های جدیدی از شورلت را برای عرضه در بازار چین معرفی کرد که شامل یک مدل ملیبو ایکس‌ال با فاصلهٔ افزایش یافتهٔ بین محورها، یک خودروی شاسی‌بلند مفهومی شورلت و مدل جدید شورلت مونزا می‌شدند.
شرکت بیجینگ بنز اتومتیو یک سرمایه‌گذاری مشترک میان بایک موتور و دایملر آگ است. تا نوامبر ۲۰۱۸ دست‌کم دو میلیون دستگاه خودروی مرسدس-بنز به‌واسطهٔ همکاری این دو شرکت در کشور چین تولید شده‌است. در اواخر سال ۲۰۱۸ این شرکت اعلام کرد که در حال توسعهٔ یک سدان جدید مرسدس-بنز کلاس-ای ال برای عرضه در چین و جهت رقابت با سدان آئودی ای۳ ساخت چین و سدان ب‌ام‌و سری ۱ است. دایملر و یک شریک دیگرش، بی‌وای‌دی اتو همزمان مشغول به ساخت یک خودروی برقی با نام دنزا برای بازار چین بودند که نمونهٔ بهبود یافتهٔ آن یعنی خودروی دنزا ۵۰۰ در مارس ۲۰۱۸ معرفی شده‌بود. بر پایه‌گزارش‌ها، در آن زمان دایملر بنز در حال انجام مذاکراتی با شرکت بی‌وای‌دی اتو جهت تولید یک مدل برقی از خودروی اسمارت در چین بوده‌است. همزمان با این مذاکرات، نمونهٔ بنزینی خودروی اسمارت از طریق واردات در بازار چین عرضه می‌شد.
شرکت هوندا موتور با گروه خودروسازی گوانگ‌ژو (گروه گاک) دارای سرمایه‌گذاری مشترک است و برای سرمایه‌گذاری به ارزش ۳٫۲۷ میلیارد یوان (۴۶۹ میلیون دلار) در تولید وسایل نقلیه مبتنی بر انرژی‌های نو در چین در سال ۲۰۱۹، و احتمالاً تحت نشان تجاری ترامپ‌چی برنامه‌ریزی کرده‌است. مشارکت تویوتا در سرمایه‌گذاری در صنعت خودروسازی چین با همکاری گروه گاک است و این دو شرکت قرار است یک خودروی برقی را تحت نام تجاری گاک بسازند. شرکت نیسان به‌واسطهٔ سرمایهٔ مشترک با شرکت دانگ‌فنگ موتور در چین فعالیت می‌کند. در گزارشی در اوایل سال ۲۰۱۸ اشاره شده‌است که قرار است این دو شرکت به‌واسطهٔ همکاری خود، علاوه بر توسعه و گسترش کارخانهٔ دانگ‌فنگ در گوانگ‌ژو، کارخانهٔ جدیدی را نیز در ووهان جهت افزایش ظرفیت تولید احداث کنند. در بروزرسانی تکمیلی این گزارش در اوت ۲۰۱۸ آمده‌است که نیسان و گروه دانگ‌فنگ تصمیم دارند جهت افزایش حجم تولید خودروهای نیسان در چین تا ۲٫۱ میلیون دستگاه در سال، حدود ۹۰۰ میلیون دلار سرمایه‌گذاری کنند. تا تاریخ ۱ سپتامبر ۲۰۱۸ نخستین خودروی سدان برقی نیسان برای بازار چین با نام سیلفی زیرو امیشن در حال تولید بوده‌است.
خودروهای متعدد فولکس‌واگن و آئودی که در کشور چین تولید شده‌اند، تحت دو سرمایه‌گذاری مشارکتی فاو-فولکس‌واگن و سایک فولکس‌واگن ساخته شده‌اند. در سال ۲۰۱۸ این اتحاد سه کارخانهٔ فاو-فولکس‌واگن را در چین افتتاح کرد: در چینگ‌دائو، در فوشان و در تیانجین. تا سال ۲۰۱۹ قرار بوده که شرکت آئودی هفت مدل مختلف خودروی شاسی‌بلند را در چین به تولید برساند. یک مقام اجرائی بخش مرتبط با خودروهای آئودی در اتحاد فاو-فولکس‌واگن گفته‌است که تا سال ۲۰۲۰ دو میلیون دستگاه خودروی آئودی تولید شده در چین در این کشور به فروش خواهد رسید. تا پایان سال ۲۰۱۷ آمار کل فروش آئودی در کشور چین معادل ۷۷۷٬۰۰۰ دستگاه بوده‌است. شرکت سرمایه‌گذاری مشترک سایک فولکس‌واگن نیز در اواخر سال ۲۰۱۸ در حال احداث یک کارخانه در انتینگ، در نزدیکی شانگهای جهت تولید خودروهای برقی بوده‌است. در اواخر سال ۲۰۱۹ شرکت فولکس‌واگن اعلام کرد که این کارخانه در سال ۲۰۲۰ تولید سالانه ۳۰۰٬۰۰۰ دستگاه خودروی برقی را آغاز خواهد کرد و این میزان تا سال ۲۰۲۵ به یک میلیون دستگاه در سال خواهد رسید.
انتظار می‌رفت که شرکت ب‌ام‌و و شریک تجاری چینی خود، هُلدینگ گروه خودروسازی برلیانس، در طول سال ۲۰۱۹ تعداد ۵۲۰٬۰۰۰ دستگاه خودرو را در چین به تولید برسانند. در اکتبر ۲۰۱۸ این شرکت آلمانی اعلام کرد که جهت افزایش میزان سهم مالکیت خود از گروه خودروسازی برلیانس از ۵۰٪ به ۷۵٪، ۳٫۶ میلیارد یورو (۴٫۱۶ میلیارد دلار) هزینه خواهد کرد. شرکت ب‌ام‌و همچنین تصمیم دارد تا به‌عنوان بخشی از اقدام برای رسیدن به هدف تولید ۶۵۰٬۰۰۰ دستگاه خودرو در سال با همکاری گروه برلیانس، که از اوایل دههٔ ۲۰۲۰ آغاز خواهد شد، با سرمایه‌گذاری ۳ میلیار یورویی حجم تولید خود در کشور چین را بالا ببرد. این شرکت آلمانی علاوه بر این اتحادی را با شرکت گریت وال موتور جهت ساخت خودروهای برقی مینی در چین و عرضهٔ آن‌ها در بازار داخلی این کشور تشکیل داده‌است.
شرکت جگوار لندرور دارای سرمایهٔ مشترک با شرکت چری است. در یک گزارش خبری در ژوئیهٔ ۲۰۱۸ اشاره شده‌است که این شرکت جهت خلق یک مدل جدید برای بازار چین تصمیم بر افزایش سرمایهٔ خود دارد. در گزارش دیگری دربارهٔ شرکت جگوار لندرور که در اواخر ماه اکتبر منتشر شد، به برنامهٔ برگشت این شرکت اشاره شده‌بود، با این حال برنامهٔ خلق این مدل مفهومی نیز منتفی اعلام نشده‌بود.
مالکیت کامل شرکت ولوو کارز (بخش تولید خودروهای سبک شرکت ولوو) از سال ۲۰۱۰ متعلق به شرکت چینی جیلی بوده‌است و بیشتر خودروهای مدل ایکس‌سی۶۰ را برای صادرات به کشورهای مختلف و همچنین برای عرضه در بازار داخلی چین، در این کشور به تولید می‌رساند. خودروهای دیگری که در چین (تا اواخر سال ۲۰۱۸) جهت عرضه در بازار داخلی و صادرات در چین تولید می‌شوند شامل بیوک انویژن، فورد فوکوس اکتیو، ولوو اس۹۰ و کادیلاک سی‌تی۶ اتصال برقی می‌شوند. (با توجه به تعرفه‌های گمرکی بازدارنده‌ای که در سال ۲۰۱۸ از سوی ایالات متحده اعلام شد، پیش‌بینی می‌شد که صادرات خودرو به این کشور با کاهش چشم‌گیری مواجه شود) جیلی همچنین سرمایه‌گذاری‌هایی نیز در دایملر، ای‌بی ولوو (سازندهٔ کامیون، اتوبوس، تجهیزات ساخت و ساز و پیشرانه) و لوتوس انجام داده‌است.
در اکتبر ۲۰۱۸ شرکت‌های فورد و بایدو اعلام کردند که در حال برنامه‌ریزی جهت آغاز آزمایش مشترک خودروهای خودران در جاده‌های پکن تا پایان سال هستند.

## تاریخچه
صنعت خودروسازی چین عمدتاً ریشه در اتحاد جماهیر شوروی دارد (کارخانه‌ها و طراحی‌های خودروی ثبت‌شده، در دههٔ ۱۹۵۰ و با کمک اتحاد جماهیر شوروی بنیانگذاری شدند) و در ۳۰ سال نخست تشکیل جمهوری دارای حجم پایینی بود؛ به‌طوری که حجم تولید خودرو در چین در این دوره از ۱۰۰ تا ۲۰۰ هزار دستگاه در سال تجاوز نمی‌کرد. از اوایل دههٔ ۱۹۹۰ این صنعت به سرعت توسعه یافت. ظرفیت تولید سالانهٔ اتومبیل در چین در ابتدا از مرز یک میلیون دستگاه در سال ۱۹۹۲ عبور کرد. تا سال ۲۰۰۰ کشور چین سالانه دو میلیون دستگاه خودرو تولید می‌کرد. پس از ورود چین به سازمان تجارت جهانی (WTO) در سال ۲۰۰۱، روند توسعهٔ بازار خودرو شتاب بیشتری گرفت. در میان سال‌های ۲۰۰۲ تا ۲۰۰۷ بازار خودروی ملی چین به‌طور میانگین به میزان ۲۱ درصد، یا به عبارت دیگر معادل یک میلیون دستگاه به ازای هر سال رشد کرد. چین در سال ۲۰۰۹ مجموعاً ۱۳٫۷۹ میلیون وسیلهٔ نقلیه تولید کرد، که از این تعداد، ۸ میلیون دستگاه خودروی سواری و ۳٫۴۱ میلیون دستگاه آن‌ها وسیله نقلیه تجاری بودند. چین با این حجم تولید موفق شد از ایالات متحده پیشی گرفته و به بزرگ‌ترین تولیدکنندهٔ خودروی جهان بر پایهٔ حجم تولید بدل شود. در سال ۲۰۱۰ هم میزان فروش و هم میزان تولید خودروی چین از مرز ۱۸ میلیون دستگاه گذشت که از میان آن‌ها ۱۳٫۷۶ میلیون دستگاه را خودروهای سواری تشکیل می‌دادند. این تعداد، چه در زمینهٔ تولید و چه در زمینهٔ فروش، بیشترین رقم ثبت شده توسط یک کشور در تاریخ صنعت خودروسازی جهان بود. در سال ۲۰۱۴ مجموع تولید خودرو در چین به رقم ۲۳٫۷۲ میلیون دستگاه رسید که معادل ۲۶٪ از کل حجم تولید خودرو در جهان بود.

### ۱۹۲۸ تا ۱۹۴۹
نخستین وسیله نقلیهٔ موتوری ساخت چین یک کامیون بود که مینگ شنگ نام داشت. این کامیون توسط دانیل اف. مایرز طراحی شده‌بود و در زرادخانهٔ ساخت خمپاره‌اندازهای سنگرشکن لیائو نینگ واقع در شن‌یانگ ساخته شد. ساخت پیش‌نمونهٔ این خودرو در ۳۱ مهٔ ۱۹۳۱ به اتمام رسید و به ژانگ زیلینگ تحویل داده‌شد. پیش از آغاز تولید، کارخانهٔ تولیدکننده به‌واسطهٔ حمله ژاپنی‌ها بمباران شد و تولید این خودرو هرگز آغاز نشد. یک ژنرال چینی با نام یانگ هوچنگ، تانگ ژونگ‌مینگ مخترع را به ساخت یک موتور خودرو که با استفاده از زغال‌سنگ کار می‌کرد تشویق کرد. تانگ در سال ۱۹۳۲ شرکت ماشین‌آلات چونگ مینگ را جهت تولید این موتورها در شانگهای بنیان‌گذاری کرد. خودروهایی که به موتور مبتنی بر سوخت زغال‌سنگ مجهز بودند، به علت کمبود سوخت، عمدتاً در طول جنگ دوم چین و ژاپن در چین مورد استفاده قرار گرفتند. روغن تانگ نیز به‌عنوان جایگزینی برای سوخت‌های نفتی در طول جنگ مورد استفاده قرار گرفت.

### ۱۹۴۹ تا ۱۹۸۰

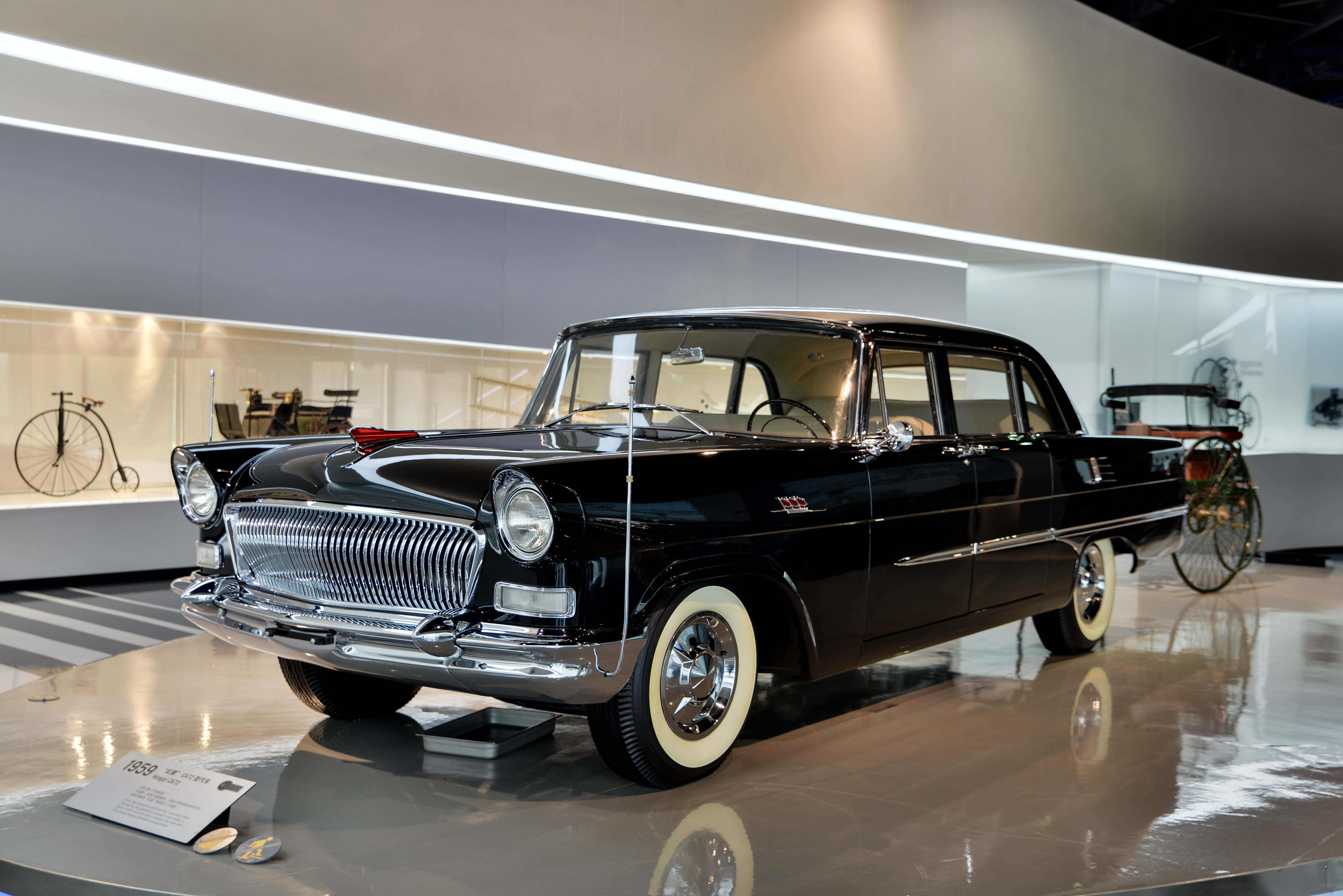
هونگ‌چی سی‌ای۷۲ (۱۹۵۹)

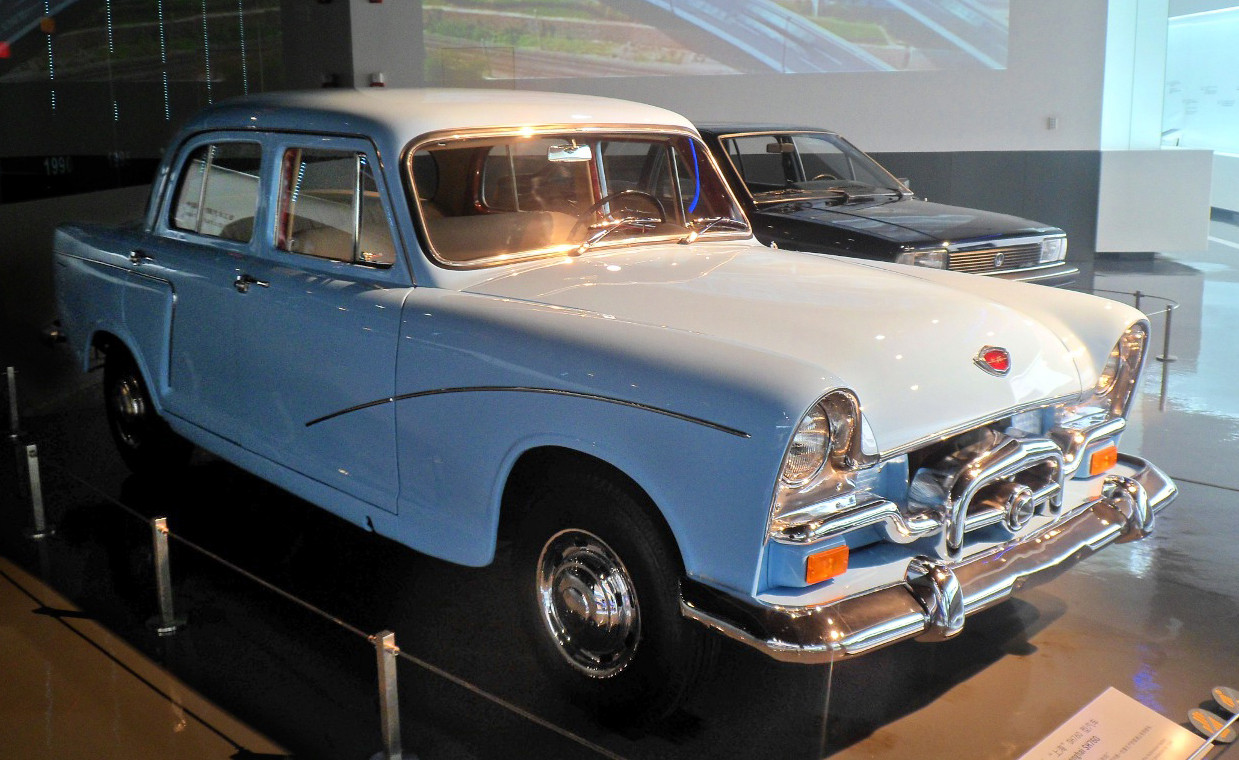
شانگهای اس‌اچ۷۶۰

در دهه‌های ۱۹۵۰ و ۱۹۶۰ چندین کارخانهٔ مونتاژ خودرو در چین احداث شدند. این کارخانه‌ها شامل نانجینگ (امروزه با نام شرکت (گروه) نانجینگ اتومبیل)، شانگهای (امروزه با نام شرکت صنایع خودروسازی شانگهای)، جینان (شناخته‌شده با نام گروه کامیون‌سازی وظیفه سنگین ملی چین) و پکن (امروزه با نام شرکت هلدینگ صنایع خودروسازی پکن) بودند. نخستین خودروهای تولیدی چینی که نمونه‌هایی از یک کامیون با نام جیفانگ سی‌ای-۳۰ بودند، در سال ۱۹۵۶ توسط فرست اتومبیل وورکس (فاو) تولید شدند. نخستین کامیون سبک ۲٫۵ تنی چینی (ان‌جی۱۳۰) که بر پایهٔ کامیون روسی گاز-۵۱ ساخته شده‌بود، در سال ۱۹۵۸ در نانجینگ تولید شد. شرکت نانجینگ اتومبیل ورکس، که قبلاً به عنوان بخش تأمین وسایل نقلیهٔ ارتش آزادی‌بخش خلق فعالیت می‌کرد، از سال ۱۹۵۸ تا ۱۹۸۷ به تولید کامیون می‌پرداخت و تا آن سال مجموعاً ۱۶۱٬۹۸۸ دستگاه کامیون تولید کرد. نخستین خودروهای تولیدی چین، خودروهایی نظیر دانگ‌فنگ سی‌ای۷۱، هونگ‌چی سی‌ای۷۲ و خودروی فنگ هوانگ، که بعداً با نام شانگهای اس‌اچ۷۶۰ شناخته شد را شامل می‌شدند که تولید همگی آن‌ها از سال ۱۹۵۸ آغاز شد.

### ۱۹۸۰ تا ۱۹۹۰

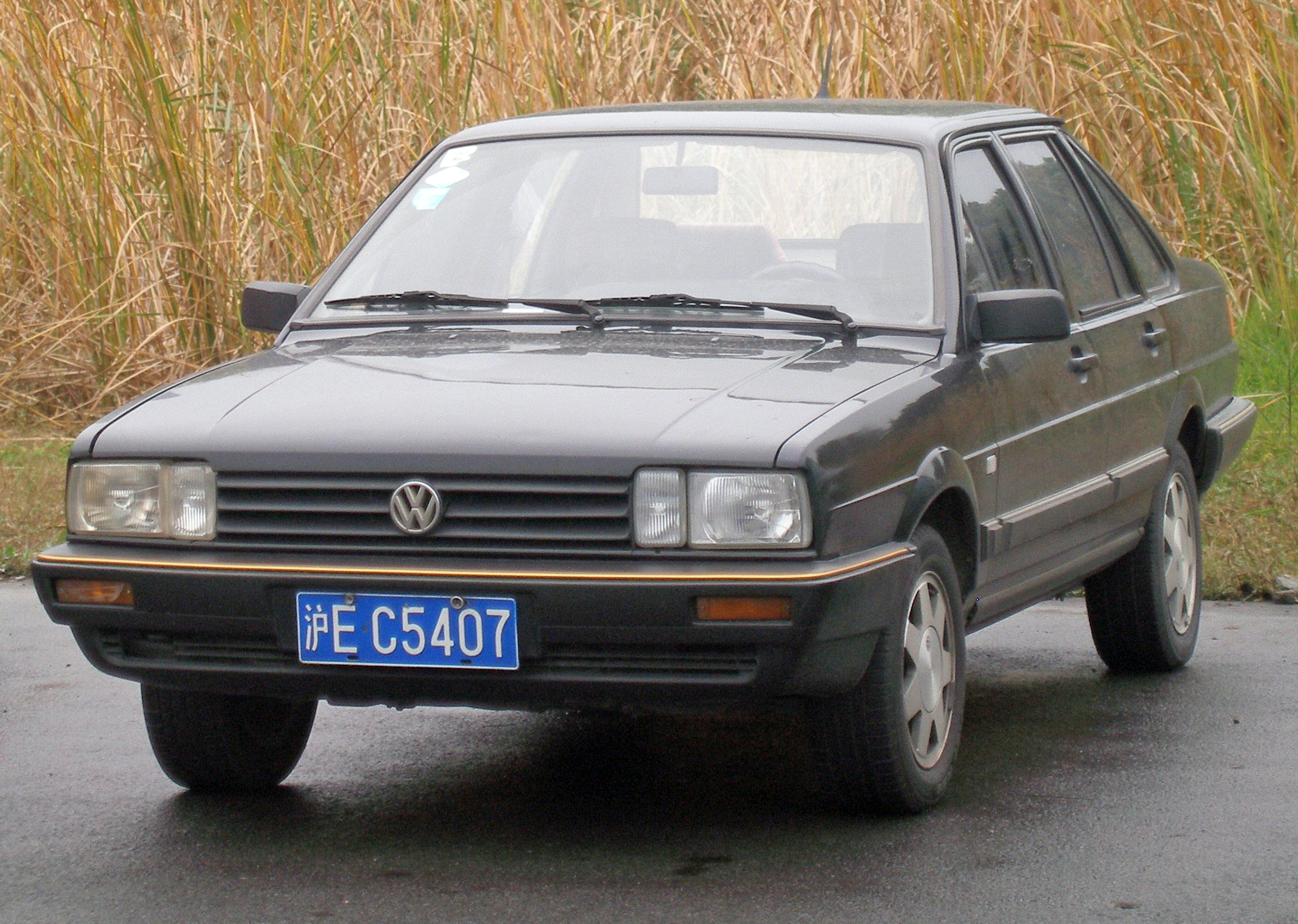
فولکس‌واگن سانتانای چینی

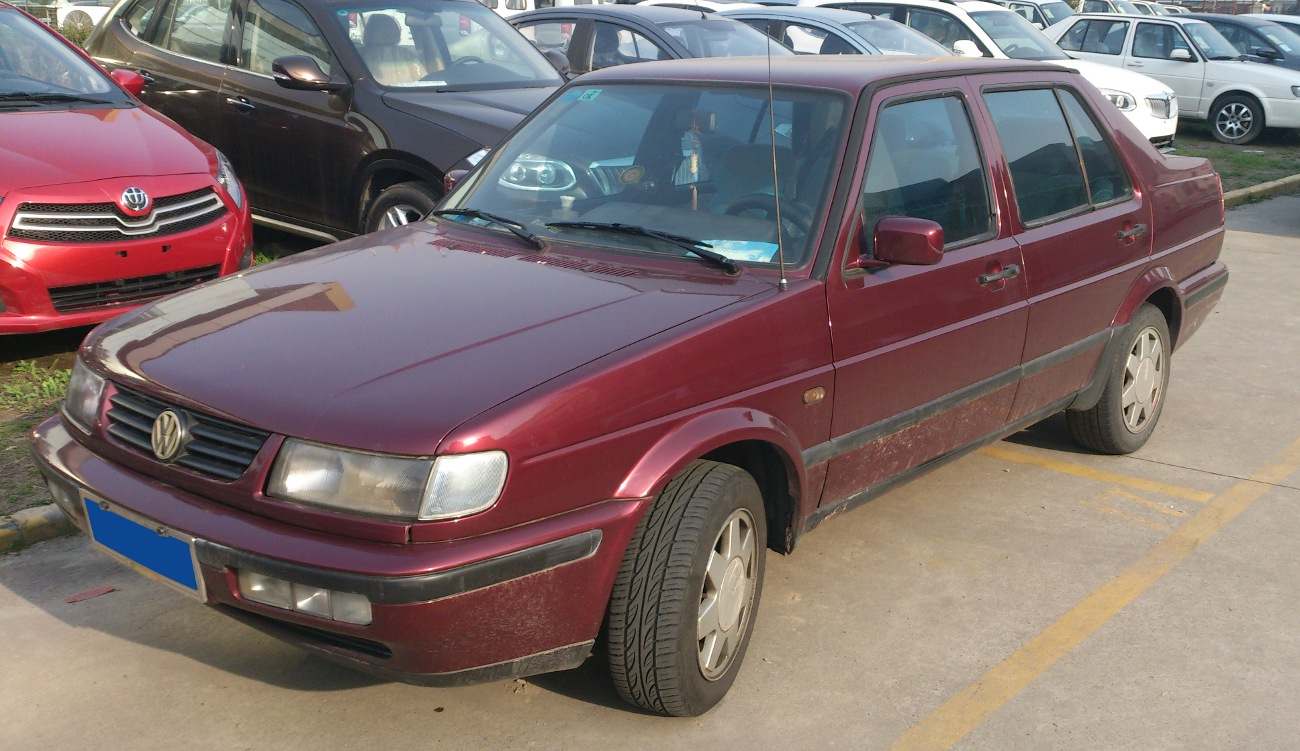
فولکس‌واگن جتا کونیگ

صنعت ساخت خودروهای سواری تشکیل‌دهندهٔ بخش کوچکی از حجم تولید خودرو در طول سه دههٔ نخست شکل‌گیری اقتصاد جامعه‌گرای چین بود. تا سال ۱۹۸۵ مجموع خودروهای تولید شده در این کشور تنها به رقم ۵٬۲۰۰ دستگاه می‌رسید. برای اعلام این که تقاضا برای کالاهای مصرفی دیگر یک سوژهٔ سیاسی نبود، و همچنین برای تشویق به تقبل شخصی هزینه‌ها، همزمان با تبلیغات برای گشوده شدن بازار چین به روی تولیدکننده‌های خارجی، یک روایت خبری ساختگی دربارهٔ نخستین فرد روستایی چینی که صاحب یک خودروی شخصی می‌شد در سراسر جهان انتشار یافت. سان گویینگ که یک مرغ‌دار ساکن در حوالی پکن بود، به‌عنوان شخصی که با درآمد خود موفق شده بود یک خودروی تویوتا پابلیکای نقره‌ای را خریداری کند، در تبلیغات نشان داده‌شد. در حالی که مقالهٔ مذکور به‌طور وسیعی تقلبی بود (همسر گویینگ رانندگی کردن را بلد نبود، و شوهرش نیز در واقع یک مقام رسمی بود، و نه یک فرد روستایی)، این پیام به‌صورت بلند و رسایی به گوش همگان رسید. فروش خودرو به‌طور چشمگیری افزایش یافت؛ هرچند که تقریباً تمامی این خودروها توسط دان‌وِی‌ها خریداری شدند. (دان‌وی یا واحد کار – با وجود ماجرای سان گویینگ، مالکیت شخصی خودرو در آن زمان تقریباً ناشناخته بود)
همچنان‌که تولید داخلی و بومی بسیار محدود بود، و با وجود تعرفهٔ واردات ۲۶۰ درصدی برای وسایل نقلیهٔ خارجی، مجموع واردات به‌طرز چشمگیری رشد کرد. پیش از سال ۱۹۸۴، خودروها غالباً توسط اتحاد جماهیر شوروی به چین صادر می‌شده‌اند. در سال ۱۹۸۴ صادرات خودرو از ژاپن به چین هفت برابر بیشتر شد (از ۱۰٬۸۰۰ به ۸۵٬۰۰۰ دستگاه) و تا میانه‌های سال ۱۹۸۵، چین پس از ایالات متحده به دومین بازار بزرگ صادرات برای ژاپن بدل شد. این کشور فقط در سال ۱۹۸۵ برای واردات بیش از ۳۵۰٬۰۰۰ خودرو حدود ۳ میلیارد دلار هزینه کرد. سه شرکت تاکسیرانی به‌طور ویژه برای خرید خودروهای ژاپنی نظیر تویوتا کراون و نیسان بلوبرد اشتیاق نشان دادند.
از آنجا که این زیاده‌روی در هزینه کم‌کم به زیاندهی در تجارت منجر می‌شد، رهبران چین از طریق اقدام به نشر پروپاگاندا و همچنین محدود کردن دسترسی به مبادلات خارجی، این روند را متوقف کردند. در مارس ۱۹۸۵ تعرفهٔ گمرکی برای کالاهای وارداتی افزایش یافت و تعریف یک «مالیات نظارتی» نیز بعداً به آن اضافه شد. در سپتامبر ۱۹۸۵ تقریباً برای تمامی واردات وسایل نقلیه یک مهلت قانونی دو ساله اعمال شد.

### ۱۹۹۰ تاکنون
در ۲۹ فوریه ۲۰۱۶ وزارت صنعت و فناوری اطلاعات چین ۱۳ خودروسازی که برای دو سال متوالی موفق به برآورده کردن ارزیابی‌های اجباری تولید نشده‌بودند را تعطیل کرد. تعداد خودروها، ون‌ها، اتوبوس‌ها و کامیون‌های ثبت‌شده‌ای که در حال تردد در جاده‌های چین بودند در سال ۲۰۰۹ به ۶۲ میلیون دستگاه رسید، که طبق اعلام ادارهٔ ترافیک وزارت امنیت عمومی، دو سوم از این تعداد را خودروهای سواری تشکیل می‌دهند. در آن زمان پیش‌بینی می‌شد که این تعداد تا سال ۲۰۲۰ به ۲۰۰ میلیون دستگاه برسد. اما در واقع این تعداد تا مارس ۲۰۱۷ به ۳۰۰٫۳ میلیون خودروی ثبت‌شده رسیده‌بود. در یک گزارش تحلیل و بررسی که در سال ۲۰۱۸ توسط دانشگاه کالیفرنیا منتشر شد، پیش‌بینی شده‌است که تا حدود ۴۱۹ میلیون خودرو تا سال ۲۰۲۲ در چین به ثبت خواهند رسید، و این میزان تا سال ۲۰۳۰ از ۵۰۰ میلیون دستگاه گذر خواهد کرد.
بسیاری از خودروهای در حال تردد در جاده‌های کشور چین وارداتی هستند. به گفتهٔ انجمن تولیدکنندگان خودروی چین، این کشور در سال ۲۰۱۷ تعداد ۱٫۲۵ میلیون دستگاه خودرو وارد کرده‌است. با توجه به افزایش تعرفه‌های گمرکی از سوی ایالات متحده آمریکا و چین در ژوئیه ۲۰۱۸، پیش‌بینی شده‌بود که در اواخر سال ۲۰۱۸ و طول سال ۲۰۱۹، هم واردات خودرو به ایالات متحده، و هم فروش خودروهای ساخت ایالات متحده با کاهش روبرو شود. البته در همین زمان ارسال قطعات یدکی به ایران به علت شروع مونتاژ خودروهای چینی در ایران سرعت گرفت.
حتی پیش از سال ۲۰۱۸ نیز تعداد زیادی از خودروهای وارداتی چین ساخت ایالات متحده نبودند. تا سال ۲۰۱۷، خودروسازان آمریکایی تقریباً ۲۵۰٬۰۰۰ خودرو در هر سال به چین صادر کردند، و حدود ۵۰٬۰۰۰ دستگاه خودرو نیز از چین به ایالات متحده وارد شد.
دولت چین هر سال تعداد خودروهایی با پیشرانه‌های مرسوم که اجازهٔ ثبت و دریافت پلاک کسب می‌کنند را محدودتر می‌کند. این عمل به‌خصوص در پکن، که زمان انتظار برای دریافت پلاک در آن در سال ۲۰۱۸ تقریباً معادل پنج سال بوده‌است، انجام می‌گیرد. در آن زمان هزینهٔ دریافت هر پلاک در پکن معادل ۱۴٬۳۰۰ دلار آمریکا بوده‌است؛ مبلغی که برای خریداری یک خودروی کوچک اقتصادی کافی است. در مقابل، روند ثبت و دریافت پلاک برای خودروهای برقی بسیار سریع انجام می‌پذیرد.

### پرفروش‌ترین نشان‌های تجاری در چین

#### ۲۰۱۷
طبق اعلام انجمن تولیدکنندگان خودروی چین (C.A.A.M)، خودروسازان در چین در سال ۲۰۱۷ تعداد ۲۸٬۲۲۶٬۶۱۶ دستگاه خودروی سواری و تجاری سبک را به بازار عرضه کرده‌اند. فولکس‌واگن در این سال پرفروش‌ترین نشان تجاری باقی ماند و پس از آن نیز شرکت هوندا قرار گرفت. در سال ۲۰۱۷، شرکت جیلی به جایگاه سومین نشان تجاری پرفروش چین و پرفروش‌ترین نشان تجاری چینی در بازار این کشور دست یافت. برندهای کره‌ای و آمریکایی در این سال فروش بسیار کمی را تجربه کردند، شرکت هیوندای از میان ۱۰ خودروساز برتر حاضر در بازار چین خارج شد و جنرال موتورز و فورد نیز هر دو در رده‌های پایین‌تری نسبت به برندهای داخلی قرار گرفتند. در جدول زیر تعداد خودروهای عرضه‌شده بر پایهٔ نشان تجاری درج شده‌است.
پرفروش‌ترین مدل خاص خودرو در سال ۲۰۱۷ خودروی مینی‌ون وولینگ هونگ گوانگ بوده‌است که با همکاری شرکت سایک-جی‌ام، که سابقاً با نام شرکت شانگهای جنرال موتورز شناخته می‌شد، ساخته شده‌است. در حقیقت پنج خودرو از میان ۱۵ خودروی پرفروش چین ساخت شرکت سایک-جی‌ام بوده‌اند. در میان این ۱۵ خودرو، سه مدل متعلق به فولکس‌واگن بوده‌است که یکی از آن‌ها مدل شماره دوی خودروی لاویدا بوده‌است. در عین حال چندین مدل از خودروهای شرکت‌های جیلی، گریت وال و شرکت خودروسازی گوانگ‌ژو (گاک) نیز در این فهرست حضور داشته‌اند. در میان ۱۵ خودروی پرفروش چین، ردهٔ سوم متعلق به خودروی نیسان بلوبرد سیلفی/سیلفی، ردهٔ چهارم از آن هاوال اچ۶، و ردهٔ پنجم نیز متعلق به فولکس‌واگن سانتانای جدید بوده‌است.
| رده | نشان تجاری | تولیدکننده(ها)   | فروش در ۲۰۱۷ |
| --- | ---------- | ---------------- | ------------ |
| ۱   | فولکس‌واگن  | فاو، سایک        | ۳٬۱۳۵٬۲۳۶    |
| ۲   | هوندا      | گاک، دانگ‌فنگ     | ۱٬۴۰۵٬۰۲۱    |
| ۳   | جیلی اتو   | جیلی             | ۱٬۲۴۸٬۰۰۴    |
| ۴   | بیوک       | سایک جی‌ام        | ۱٬۲۲۳٬۴۲۹    |
| ۵   | تویوتا     | فاو، گاک         | ۱٬۱۳۱٬۶۱۶    |
| ۶   | نیسان      | دانگ‌فنگ          | ۱٬۱۱۶٬۷۰۹    |
| ۷   | چانگان     | چانگان           | ۱٬۰۶۲٬۷۱۶    |
| ۸   | بااوجون    | سایک-جی‌ام-وولینگ | ۱٬۰۱۶٬۲۲۴    |
| ۹   | هاوال      | گریت وال         | ۸۵۱٬۸۵۵      |
| ۱۰  | فورد       | چانگان           | ۸۴۰٬۹۴۶      |

#### ۲۰۱۶
| رده | نشان تجاری | تولیدکننده(ها)   | فروش در ۲۰۱۶ |
| --- | ---------- | ---------------- | ------------ |
| ۱   | فولکس‌واگن  | فاو، شانگهای     | ۳٫۰۰۶٫۲۱۵    |
| ۲   | بیوک       | شانگهای جی‌ام     | ۱٫۲۲۹٫۸۰۴    |
| ۳   | هوندا      | گاک، دانگ‌فنگ     | ۱٫۱۹۶٫۶۶۴    |
| ۴   | چانگان     | چانگان           | ۱٫۱۴۹٫۸۲۰    |
| ۵   | هیوندای    | پکن              | ۱٫۱۴۲٫۰۱۶    |
| ۶   | تویوتا     | فاو، گاک         | ۱٫۰۶۴٫۷۰۴    |
| ۷   | نیسان      | دانگ‌فنگ، ژنگ‌ژو   | ۱٫۰۱۵٫۶۰۵    |
| ۸   | فورد       | چانگان           | ۹۵۱٫۳۹۶      |
| ۹   | هاوال      | گریت وال         | ۹۳۸٫۰۱۹      |
| ۱۰  | جیلی       | جیلی             | ۷۷۸٫۸۹۶      |
| ۱۱  | بااوجون    | سایک-جی‌ام-وولینگ | ۷۶۰٫۲۹۲      |
| ۱۲  | بایک       | بایک             | ۷۱۱٫۲۴۶      |
| ۱۳  | دانگ‌فنگ    | دانگ‌فنگ          | ۶۸۰٫۶۱۷      |
| ۱۴  | وولینگ     | سایک-جی‌ام-وولینگ | ۶۶۷٫۶۲۹      |
| ۱۵  | کیا        | دانگ‌فنگ یوئدا    | ۶۵۰٫۰۰۱      |
| ۱۶  | شورلت      | شانگهای          | ۵۳۸٫۶۷۱      |
| ۱۷  | آئودی      | فاو              | ۵۳۶٫۲۸۹      |
| ۱۸  | چری        | چری              | ۵۰۵٫۴۵۲      |
| ۱۹  | بی‌وای‌دی    | بی‌وای‌دی          | ۴۹۴٫۱۱۶      |
| ۲۰  | گاک        | گاک              | ۳۷۱٫۰۰۶      |